# Graben (Szwajcaria)
Graben – gmina (niem. Einwohnergemeinde) w Szwajcarii, w kantonie Berno, w regionie administracyjnym Emmental-Oberaargau, w okręgu Oberaargau.

## Demografia
W Graben mieszka 336 osób. W 2020 roku 7,1% populacji gminy stanowiły osoby urodzone poza Szwajcarią.